# Ameiser (Pfälzerwald)
Der Ameiser – alternativ Taubersberg genannt –ist ein insgesamt 340 Meter hoher Berg im Pfälzerwald.

## Geographie

### Lage
Der Berg befindet sich am nordöstlichen Rand des Pfälzerwald. Seine Westflanke gehört zu Carlsberg und seine Ostflanke zu Altleiningen. Der äußerste Nordfuß gehört bereits zu Wattenheim. An seinem Westfuß befindet sich die zu Carlsberg gehörende Siedlung Fichteck. An seiner Südostflanke beginnt bereits die Bebauung von Altleiningen. An seinem Nordfuß liegen der Altleininger Wohnplatz Tränkwoog, der zu Carlsberg gehörende Wohnplatz Kupfertal und die zu Wattenheim gehörende Hammermühle.
Im Südosten wird der Berg durch den Eckbach begrenzt und im Norden durch dessen linken Zufluss Rothbach.

### Naturräumliche Zuordnung
1. Großregion 1. Ordnung: Schichtstufenland beiderseits des Oberrheingrabens
2. Großregion 2. Ordnung: Pfälzisch-Saarländisches Schichtstufenland
3. Großregion 3. Ordnung: Pfälzerwald
4. Region 4. Ordnung (Haupteinheit): Unterer Pfälzerwald
5. Region 5. Ordnung: Stumpfwald

## Bauwerke
An seiner Westflanke befindet sich der jüdische Friedhof von Carlsberg und an seinem Ostfuß die Ruine der Burg Altleiningen.

## Verkehr und Tourismus
Über den Ostfuß verläuft die Kreisstraße 33, die der Anbindung der Burg Altleiningen dient.
Über den Berg verlaufen der Fernwanderweg Franken-Hessen-Kurpfalz, der Fernwanderweg Staudernheim–Soultz-sous-Forêts und der Leininger Burgenweg.